# قشلاق سدی کندی
قشلاق سدی کندی یک روستا در ایران است که در استان اردبیل واقع شده‌است. قشلاق سیدلر مشهور به سدی کندی ۳۵ نفر جمعیت دارد.این قشلاق از نظر ثبتی از توابع بخش ۲۱ مغان میباشد که در دامنه کوههای خروسلو واقع شده‌ است.
```
در حال حاضر این قشلاق از نظر تقسیمات کشوری جزو قشلاقات دهستان قشلاق جنوبی و از توابع بخش جعفر آباد شهرستان بیله‌سوار استان اردبيل  میباشد که از شمال به قشلاق شورقویو از جنوب به قره سقال از غرب به نظرعلی بلاغي و از شرق به خورخورعلیا متصل میباشد.
```

این قشلاق از جاده اصلی گرمی به بیله سوار ۱۴ کیلومتر فاصله دارد و راه اصلی آن از روستای مرادلو شروع می شود.حرفه اصلی مردمان این قشلاق دامداری و کشاورزی است عمده محصولات تولیدی این قشلاق گندم ،جو و عدس می باشد که بصورت تناوب زراعی کشت و برداشت می شود.
این قشلاق از نظر خدمات رفاهی جزو محرومترین قشلاقات شهرستان می باشد و فقط از نظر امکانات زیر بنایی دارای برق بوده و در تابستان سال ۱۴۰۰ عملیات لوله‌ کشی گاز انجام یافته و در حال حاضر فاقد هرگونه امکانات رفاهی دیگر از قبیل آب شرب ،جاده آسفالته و تلفن می باشد.